# Fábio Santi
Fábio Arikawa Santi (nascido em 27 de março de 1989, em São Paulo, SP) é um nadador brasileiro e da Marinha do Brasil, especialista no nado costas.

## Carreira
- Começou na natação aos 8/9 anos de idade em São José do Rio Preto (440km da capital paulista) na academia Aquática Escola de Esportes.
- Com 14 anos passou a treinar e competir pelo Rio Preto Automóvel Clube.

Durante seu tempo morando em Rio Preto, participou de competições da região e da cidade, se destacando nas principais competições como Jogos Regionais, Jogos Abertos do Interior, Jogos Abertos da Juventude, Projeto Nadar e Campeonatos Paulistas Não- Federados. 
- Em 2005 foi morar em São Paulo e integrou a equipe do Sport Club Corinthians Paulista sob o comando dos técnicos Carlos Henrique Matheus e Carlos Marchi, onde conquistou suas primeiras medalhas em campeonatos brasileiros.
- Foi treinar e morar nos Estados Unidos (Fort Lauderdale-Florida) na Pine Crest Swim Club[1] com o técnico Alexandre Pussieldi no ano de 2006/2007.
- Troféu Best Swimming 2007 - Atleta reveleção pelo site Bestswimming[2]
- 2008 integrou a equipe da Unisanta/Santos.[3]

- Voltou a fazer parte da equipe do Corinthians em 2009 e em 2010 foi para o Esporte Clube Pinheiros onde defende até hoje aos cuidados do técnico da seleção brasileira olímpica (Londres 2012 e Rio de Janeiro 2016) André Ferreira, Amendoim.
- Em 2010 conquistou sua primeira seleção brasileira absoluta (Campeonato Mundial de Natação de Piscina Curta) e seu primeiro ouro em campeonatos nacionais e desde então esta presente nos pódios dos principais campeonatos brasileiros absolutos ( Troféu Maria Lenk, Troféu José Finkel e Tornei Open de Natação) nas provas de 50m, 100m e 200m costas.

## Principais títulos
- Integrante da Seleção Paulista nos anos de 2006 e 2008.
- Seleção Brasileira de categoria ( Copa Latina em San Marino 2008 )[4].
- Participa de etapas da Copa do Mundo desde 2007.
- Medalhista nos Campeonatos Brasileiros Absolutos desde 2010 nas provas de 50m, 100m e 200m costas.
- Primeira Seleção Brasileira Absoluta em 2010 no Campeonato Mundial de Piscina Curta/Dubai-UAE.[5]
- Integrante da Seleção Brasileira no 12o Campeonato Pan- Pacífico em Gold Cost/AUS.[6]
- Medalhista Sul- Americano em 2014 ( Mar del Plata/ARG )[7][8] e em 2016 ( Assunção/PAR ).[9][10]
- Vice- campeão Mundial Militar no 6o Jogos Mundiais Militares em Mungyeong/KOR 2015.[11]
- Universíade 2013 de Kazan/RUS[12]
- Possui 30 participaçōes em campeonatos internacionais com duas medalhas de ouro, quatro de prata e duas bronze; 264 participaçōes em campeonatos nacionais com nove medalhas de ouro, quarenta e oito de prata e cinquenta de bronze; 172 participaçōes em campeonatos estaduais com cinquenta e oito medalhas de ouro, trinta e seis de prata e vinte e três de bronze segundo o site do perfil do atleta na página da CBDA ( Confederação Brasileira de Desportos Aquáticos ).[13]

## Recordes
Santi é o atual detentor, ou ex-detentor, dos seguintes recordes:
Piscina Olímpica (50 metros):
- Recordista do XLIII Campeonato Sul- Americano Absoluto de Natação nos 200m costas: 1m59s47, marca obtida em 31 de março de 2016.[14]
- Recordista do Campeonato Infantil, Juvenil, Junior e Senior nos 100m costas SR: 56s79, marca obtida em 23 de julho de 2011.
- Recordista do XVII Troféu Alberto Martin Perez nos 50m costas JR2: 26s50, marca obtida em 1 de dezembro de 2007.

Piscina Semi-Olímpica (25 metros):
- Recordista do XVII Troféu Granieri Sobrinho nos 50m costas SR: 24s36, marca obtida em 18 de maio de 2014.
- Recordista do XVII Troféu Granieri Sobrinho nos 200m costas SR: 1m56s46, marca obtida em 16 de maio de 2014.
- Recordista do XVII Troféu Granieri Sobrinho nos 100m costas SR: 52s28, marca obtida em 10 de maio de 2014.
- Recordista do XVII Troféu Granieri Sobrinho nos 100m costas SR: 53s48, marca obtida em 25 de maio de 2013.
- Recordista do XVII Troféu Granieri Sobrinho nos 200m costas SR: 2m03s76, marca obtida em 17 de abril de 2010.
- Recordista do XVII Troféu Granieri Sobrinho nos 200m costas JR2: 2m00s33, marca obtida em 24 de maio de 2008.
- Recordista do XVII Troféu Granieri Sobrinho nos 100m costas JR2: 54s82, marca obtida em 22 de maio de 2008.

## Links
- [Swim Brasil]
- [Perfil do atleta]
- [Yes Swim]
- [Best Swim]
- [Globo Esporte]
- [Olympic]
- [Swim Swam]
- [Gazeta Esportiva]
- [Agencia UVA]
- [Zimbio Photos]
- [Brasil 2016]